# مارکینوس کاریوکا
مارکینوس کاریوکا (به پرتغالی: Marcus Vinícius Vidal Cunha) هافبک اهل برزیل است که در شهر ریودو ژانیرو و در تاریخ ۲۸ مهٔ ۱۹۹۲ به دنیا آمده‌است.
مارکینوس کاریوکا در تیم‌های فوتبال Paraná سابقهٔ حضور دارد.